# Sceloenopla annulipes
Sceloenopla annulipes es una especie de insecto coleóptero de la familia Chrysomelidae. Fue descrita científicamente en 1932 por Pic.